# Iglesia de la Santísima Trinidad, Casa Parroquial de San Cristóbal
La Iglesia de la Santísima Trinidad, Casa Parroquial de San Cristóbal  es una iglesia histórica ubicada en Upper East Side, Nueva York. La Iglesia de la Santísima Trinidad, Casa Parroquial de San Cristóbal se encuentra inscrita como un Hito Histórico Neoyorquino en la Comisión para la Preservación de Monumentos Históricos de Nueva York al igual que en el Registro Nacional de Lugares Históricos desde el 30 de mayo de 1980. 

## Ubicación
La Iglesia de la Santísima Trinidad, Casa Parroquial de San Cristóbal se encuentra dentro del condado de Nueva York en las coordenadas 40°46′41″N 73°56′59″O / 40.778056, -73.949722.